# زلزال الكلباريو 2008
زلزال الكلباريو 2008 هو زلزالٌ وقعَ في الكلباريو ‏ في كولومبيا بتاريخ 24 مايو 2008. بلغت شدتهُ 5.9 على مقياس درجة العزم،